# Государственный еврейский театр (Бухарест)
Государственный еврейский театр, рум. Teatrul Evreiesc de Stat в Бухаресте, столице Румынии, специализируется в постановке пьес на еврейскую тематику. Часть пьес исполняется на языке идиш (с синхронным переводом на румынский через наушники, которые используются в театре с 1970-х гг.).

## Предыстория
Здание театра, «Барашеум» (Teatru Baraşeum или Sala Baraşeum) использовалось с начала 1930-х гг. для театральных постановок на языке идиш. Название «Барашеум» театр и прилегающее к нему здание клиники получили в честь известного в XIX веке доктора Юлиу Бараша, еврея по национальности (в настоящее время в честь него названа также улица, ранее улица Ионеску де ла Брад). Здесь же накануне 2-й мировой войны располагалась компания Thalia, занимавшаяся организацией театральных постановок на языке идиш.
С началом 2-й мировой войны в Бухаресте усилились антисемитские настроения, и театр «Барашеум» утратил источники финансирования. Начиная с лета 1940 г. труппы четырёх еврейских театров, ранее располагавшихся в Бухаресте (в том числе «Барашеума»), отправились на гастроли по Румынии. В результате прихода к власти в 1940 году фашистского правительства, где преобладали члены «Железной гвардии», евреям было запрещено осуществлять театральные постановки. Помимо закрытия еврейских театров, евреи были уволены и из коллективов других театров, в том числе из Национального театра в Бухаресте. Было также запрещено публичное использование языка идиш.

## Основание театра
Несмотря на государственный антисемитизм, 26 сентября 1940 г. управляющий румынскими театрами Раду Джир дал разрешение открыть единственный еврейский театр в Бухаресте при соблюдении ряда условий, таких, как совершение обязательных пожертвований в фонд помощи безработным христианским актёрам, осуществление постановок только лишь на румынском, а также получение дополнительного разрешения от командующего Бухарестским военным гарнизоном. В коллектив создаваемого нового театра вошло около 200 человек, представляющих как различные жанры театрального искусства, так и отстаивавших различные политические взгляды. Коллектив хотел взять в аренду помещение театра Рокси в центральном районе Липскань, однако власти позволяли открыть театр лишь на территории еврейского гетто; таким образом, для театра было выбрано помещение бывшего Барашеума в районе Вэкэрешть.
В течение следующих 6 месяцев, хотя формально открытие театра было разрешено, театральный коллектив вёл переговоры с властями об условиях открытия и не мог получить разрешение от командующего гарнизоном. 17 января 1941 г. министр культуры и генеральный директор театров и опер Ливиу Ребряну выдвинул дополнительные требования: каждый отдельный артист должен получать разрешение на театральную деятельность от генерального директора театров; запрещалось исполнять пьесы в дни главных христианских праздников, а также в дни трёх «легионерских праздников»; позволялось использовать только главный вход Барашеума по улице Ионеску де ла Брад, но не дверь сцены на улице Удрикань; наконец, театр не мог начать свою деятельность до 31 мая 1941 года. Всего через несколько дней после издания документа потерпел поражение путч легионеров, сопровождавшийся масштабными еврейскими погромами; пришедшее к власти новое правительство Антонеску проявляло меньшую враждебность к евреям внутри страны. 19 февраля 1941 г. Ребряну сообщил, что «ввиду изменившихся обстоятельств» еврейский театр сможет открыться 1 марта. Командующий гарнизоном так и не дал своего разрешения, однако это проигнорировали.
1 марта 1941 г. Еврейский театр «Барашеум» открылся представлением-ревю «Что ты делаешь сегодня вечером?» (Ce faci astă seară?). Пять дней спустя состоялась премьера пьесы «Братья Зангер» Маргарет Кеннеди, однако, поскольку театру было позволено ставить только еврейские пьесы, название и имя автора были изменены до неузнаваемости.

## Театр в годы войны
В годы 2-й мировой войны в «Барашеуме» состоялось свыше 30 премьер; режиссёром более половины из них был Сандру Элиад. Хотя официально все эти спектакли были исключительно на еврейскую тематику и еврейских авторов, иногда театр нелегально ставил переводные пьесы, адаптируя их к еврейской тематике, что периодически вызывало негодование антисемитских газет. Все постановки подвергались цензуре.
Свержение режима Антонеску 23 августа 1944 г. привело к немедленной легализации языка идиш. 15 сентября в Барашеуме была поставлена на языке идиш пьеса Шолом-Алейхема «Люди». Это, однако, была не первая постановка на легализованном языке: ещё вечером 23 августа состоялся импровизированный спектакль «Ночь-день» в городе Ботошань, где в 1876 г. Авром Гольдфаден представил свою первую театральную постановку на языке идиш.

## Послевоенный период
Театр «Барашеум» не выдержал конкуренции с Еврейским культурным союзом (IKUF), организовавшим постановку в Ботошань. Со временем в Барашеуме сложилась новая труппа, которую составляли члены IKUF и примкнувшие к ним артисты Барашеума.
После установления в Румынии коммунистического режима театр IKUF был национализирован 1 августа 1948 г. и получил название Государственный еврейский театр (Teatrul Evreiesc de Stat, TES), став таким образом первым в Европе государственным театром на языке идиш (в Яссах в 1949—1964 существовал второй в Румынии Государственный еврейский театр).
В 1954—1956 гг. здание театра подверглось перестройке, была сооружена новая сцена; в это время театральная труппа выступала на сценах других театров Бухареста.
В настоящее время театр финансируется Бухарестским муниципалитетом. Вместе с близлежащим Еврейским музеем это одно из наиболее примечательных светских еврейских заведений города. С 2012 года директором театра является актриса Майя Моргенштерн.
После обильных снегопадов в январе 2014 года у здания театра обрушилась крыша. Пострадал не только главный зал и сцена, но ещё и подземное хранилище театра, где хранятся декорации.